# Familiární adenomatózní polypóza
Familiární adenomatózní polypóza, zkráceně FAP, je autozomálně dominantní dědičné onemocnění tlustého střeva s výskytem četných (tisíce) polypů a adenomů, které později malignizují. Onemocnění způsobuje zmutovaný gen APC na 5. chromozómu.

## Prognóza
Nemoc propukne nejčastěji před 20. rokem života. Polypy a adenomy jsou benigní ale téměř vždy začnou zhoubně růst a vedou ke kolorektálnímu karcinomu. Téměř jedinou možností je chirurgické odstranění tlustého střeva, často i s konečníkem. Vědecké výzkumy se zaměřují na zpomalení růstu polypů pomocí nesteroidních antiflogistik. Chirurgickému zákroku musí předcházet genetické vyšetření. Zároveň s tímto onemocněním se mohou vyskytovat i nádory jiných orgánů.